# Château de Sansac (Charente)
Pour les articles homonymes, voir Château de Sansac.
Le château de Sansac est situé sur la commune de Beaulieu-sur-Sonnette, en Charente, à 35 kilomètres au nord-est d'Angoulême.
Situé deux kilomètres à l'ouest du bourg, il domine le confluent de vallée de la Sonnette avec un de ses affluents.

## Historique
Sansac était un fief noble au XIVe siècle, peut-être plus ancien. Vers 1397, Guillaume Prévost, varlet, seigneur d'Aizecq, épouse Catherine de Sansac vers 1397. La famille Prévost s'appelle Prévost de Sansac à la suite de ce mariage,. Celle-ci possède cette seigneurie jusqu'au milieu du XVIIe siècle. 
Loys Prévost, compagnon d'armes de François Ier, seigneur de Sansac, fut gouverneur de l'Angoumois en 1559. C'est vers cette époque que le château prit son allure actuelle.
Vers le milieu du XVIIe siècle, Sansac passe aux mains des Bardonin, seigneurs de Bois-Buchet, paroisse de Lessac, en Poitou, venue s'établir en Angoumois puis Agenais. En 1657, Jean Bardonin, chevalier, fils de François Bardonin, seigneur de Bois-Buchet, gouverneur de Libourne, fait ériger la baronnie de Cellefrouin, qui regroupe trois paroisses, en comté de Sansac,. Les Bardonin, comtes de Sansac, seigneurs de Boisbuchet, de Sonneville, etc. résideront au château de Sansac jusqu'à la Révolution, période à laquelle ils émigrent. Le château est alors vendu comme bien national.
Par arrêté du 8 avril 2025, les parties anciennes du château, ainsi que le sol pouvant receler des vestiges archéologiques, sont inscrits au titre des monument historique.

## Architecture
Le château consiste en un corps de logis faisant face au nord-ouest, avec une aile en retour en équerre à l'est. L'ensemble est bâti sur un éperon dominant la Sonnette et son affluent. Deux grosses tours circulaires coiffées en poivrière cantonnent le corps de logis. Les bâtiments, hauts de deux étages, sont surmontés d'un toit à pans abrupts, avec lucarnes. La façade nord-ouest est percée de fenêtres dont plusieurs à meneaux.
La cour d'honneur est complétée par des communs.
Privé, le château ne se visite pas.